# Đường vành đai 4 (Hà Nội)
Đường vành đai 4 Hà Nội (ký hiệu toàn tuyến là CT.38) là một đoạn đường vành đai thuộc hệ thống đường cao tốc Việt Nam để phục vụ giao thông của Vùng thủ đô Hà Nội.
Theo thiết kế, đường vành đai 4 Hà Nội sẽ gồm 6 làn xe cao tốc và đường gom đô thị. Mặt đường rộng từ 90 m đến 135 m. Chiều dài toàn tuyến là 112,8 km; đi qua 3 tỉnh, thành phố gồm: Hà Nội, Hưng Yên và Bắc Ninh; trong đó đoạn qua Hà Nội dài 58,2 km, đoạn qua Hưng Yên dài 19,3 km và đoạn qua Bắc Ninh 35,3 km. Đường vành đai 4 sẽ vượt các sông Hồng, sông Đuống.
Chi phí dự kiến cho dự án là 65 nghìn tỷ đồng, được đầu tư theo hình thức BOT. Đường vành đai 4 chính thức khởi công xây dựng vào ngày 25 tháng 6 năm 2023 và dự kiến hoàn thành vào năm 2027.

## Quy hoạch
Đường cao tốc này từng được quy hoạch từ năm 2015 đến 2021 với ký hiệu cũ là CT.21.

## Tổng quan
1. Đoạn chạy từ  Quốc lộ 32 đến  Quốc lộ 6.
Đoạn chạy trong đê tả đáy cũ rộng 120m. Đoạn chạy trùng đê tả đáy thuộc xã An Thượng nhỏ nhất 112,5m và rộng nhất 152,5m. Đoạn duy nhất chạy trong vùng phân lũ sông đáy thuộc địa bàn xã An Thượng và Song Phương, bắt đầu từ phía bắc xã Song Phương và đến hết phía nam xã An Thượng.
+ Phần đường cao tốc 6 làn xe: 36,0m
+ Phần dự trữ phía tây:  9,5m
+ Hành lang đường sắt vành đai phía Tây: 20,0m
+ Đường gom phía Đông: 32,5m
+ Đường gom phía Đông: 22,0m trong đó bố trí 2 làn xe buýt nhanh BRT ở 2 bên đường gom này chạy hai chiều ngược nhau.
- Đoạn này có 4 nút giao hoàn chỉnh gồm nút giao với  Quốc lộ 32 tại xã Đức Thượng, nút giao với trục Hồ Tây - Ba Vì tại Cát Quế, nút giao với  Đại lộ Thăng Long tại xã Song Phương  và nút giao  Quốc lộ 6 tại phường Yên Nghĩa
- Nút giao với Đại lộ Thăng Long là nút giao hoàn chỉnh khác mức có bố trí bến xe liên tỉnh phía tây và ga đường sắt quốc gia phía tây.
2. Đoạn chạy từ  Quốc lộ 6 đến  Quốc lộ 1B
3. Đoạn chạy từ  Quốc lộ 1B đến  Đường cao tốc Hà Nội – Hải Phòng
4. Đoạn chạy từ  Đường cao tốc Hà Nội – Hải Phòng đến Quốc lộ 18.
5. Đoạn từ  Quốc lộ 2 đến  Quốc lộ 32

## Lộ trình chi tiết
- IC : Nút giao, JC : Điểm lên xuống, SA : Khu vực dịch vụ (Trạm dừng nghỉ), TG : Trạm thu phí, TN : Hầm đường bộ, BR : Cầu
- Đơn vị đo khoảng cách là km.

### Đoạn IC CT.05 (Hà Nội) - IC CT.09 (Bắc Ninh)
| Số                                       | Tên                  | Khoảng cách từ đầu tuyến | Kết nối                                    | Ghi chú                       | Vị trí                      | Vị trí                         |
| ---------------------------------------- | -------------------- | ------------------------ | ------------------------------------------ | ----------------------------- | --------------------------- | ------------------------------ |
| 1                                        | IC CT.05             | 0.0                      | Đường cao tốc Nội Bài – Lào Cai            | Đang thi công                 | Hà Nội                      | Sóc Sơn                        |
| 2                                        | JCT Quốc lộ 2        |                          | Quốc lộ 2                                  | Đang thi công                 | Hà Nội                      | Sóc Sơn                        |
| 3                                        | IC Mê Linh           | 7.9                      | Đường trục Mê Linh                         | Đang thi công                 | Hà Nội                      | Mê Linh                        |
| BR                                       | Cầu Hồng Hà          | ↓                        |                                            | Vượt sông Hồng Đang thi công  | Hà Nội                      | Ranh giới Mê Linh – Đan Phượng |
| 4                                        | JCT Tây Thăng Long   |                          | Đường Tây Thăng Long                       | Đang thi công                 | Hà Nội                      | Đan Phượng                     |
| 5                                        | JCT Quốc lộ 32       |                          | Quốc lộ 32                                 | Đang thi công                 | Hà Nội                      | Đan Phượng                     |
| 6                                        | JCT Tây Thăng Long   |                          | Đường Tây Thăng Long                       | Đang thi công                 | Hà Nội                      | Đan Phượng                     |
| 7                                        | IC Đại lộ Thăng Long | 29.0                     | Đại lộ Thăng Long                          | Đang thi công                 | Hà Nội                      | Hoài Đức                       |
| 8                                        | IC Quốc lộ 6         | 38.2                     | Quốc lộ 6                                  | Đang thi công                 | Hà Nội                      | Hà Đông                        |
| 9                                        | JCT Quốc lộ 21B      |                          | Quốc lộ 21B                                | Đang thi công                 | Hà Nội                      | Hà Đông                        |
| 10                                       | JCT Quốc lộ 21C      |                          | Quốc lộ 21C                                | Đang thi công                 | Hà Nội                      | Hà Đông                        |
| 11                                       | IC Quốc lộ 1         |                          | Quốc lộ 1                                  | Đang thi công                 | Hà Nội                      | Thường Tín                     |
| 12                                       | IC CT.01             | 54.2                     | Đường cao tốc Pháp Vân – Cầu Giẽ           | Đang thi công                 | Hà Nội                      | Thường Tín                     |
| 13                                       | JCT Đê Hữu Hồng      |                          | Đường Nguyễn Khoái                         | Đang thi công                 | Hà Nội                      | Thường Tín                     |
| BR                                       | Cầu Mễ Sở            | ↓                        |                                            | Vượt sông Hồng Đang thi công  | Ranh giới Hà Nội – Hưng Yên | Ranh giới Hà Nội – Hưng Yên    |
| 14                                       | JCT Đê Tả Hồng       |                          | Đường tỉnh 378                             | Đang thi công                 | Hưng Yên                    | Văn Giang                      |
| 15                                       | JCT Đường tỉnh 379   |                          | Đường tỉnh 379                             | Đang thi công                 | Hưng Yên                    | Văn Giang                      |
| 16                                       | IC CT.04             | 66.9                     | Đường cao tốc Hà Nội – Hải Phòng           | Đang thi công                 | Hưng Yên                    | Văn Giang                      |
| 17                                       | IC Quốc lộ 5         |                          | Quốc lộ 5                                  | Đang thi công                 | Hưng Yên                    | Văn Lâm                        |
| 18                                       | JCT Đường tỉnh 385   |                          | Đường tỉnh 385                             | Đang thi công                 | Hưng Yên                    | Văn Lâm                        |
| 19                                       | JCT Đường tỉnh 276   |                          | Đường tỉnh 276                             | Đang thi công                 | Bắc Ninh                    | Thuận Thành                    |
| 20                                       | IC Quốc lộ 38        | 87.6                     | Quốc lộ 38                                 | Đang thi công                 | Bắc Ninh                    | Thuận Thành                    |
| 21                                       | JCT Quốc lộ 17       |                          | Quốc lộ 17                                 | Đang thi công                 | Bắc Ninh                    | Gia Bình                       |
| 22                                       | JCT Đường tỉnh 282B  |                          | Đường tỉnh 282B                            | Đang thi công                 | Bắc Ninh                    | Gia Bình                       |
| BR                                       | Cầu Hoài Thượng      | ↓                        |                                            | Vượt sông Đuống Đang thi công | Bắc Ninh                    | Ranh giới Gia Bình – Quế Võ    |
| 23                                       | JCT Đường tỉnh 277   |                          | Đường tỉnh 277                             | Đang thi công                 | Bắc Ninh                    | Quế Võ                         |
| 24                                       | IC CT.09             | 103.1                    | Đường cao tốc Nội Bài – Bắc Ninh – Hạ Long | Đang thi công                 | Bắc Ninh                    | Quế Võ                         |
| 1.000 mi = 1.609 km; 1.000 km = 0.621 mi |                      |                          |                                            |                               |                             |                                |